# Саламія-Центр
Саламія-Центр (араб. ناحية مركز السلمية‎‎) — нохія у Сирії, що входить до складу району Саламія провінції Хама. Адміністративний центр — м. Саламія.
| Сирія | Це незавершена стаття з географії Сирії. Ви можете допомогти проєкту, виправивши або дописавши її. |